# ایستگاه بلکهورس رود

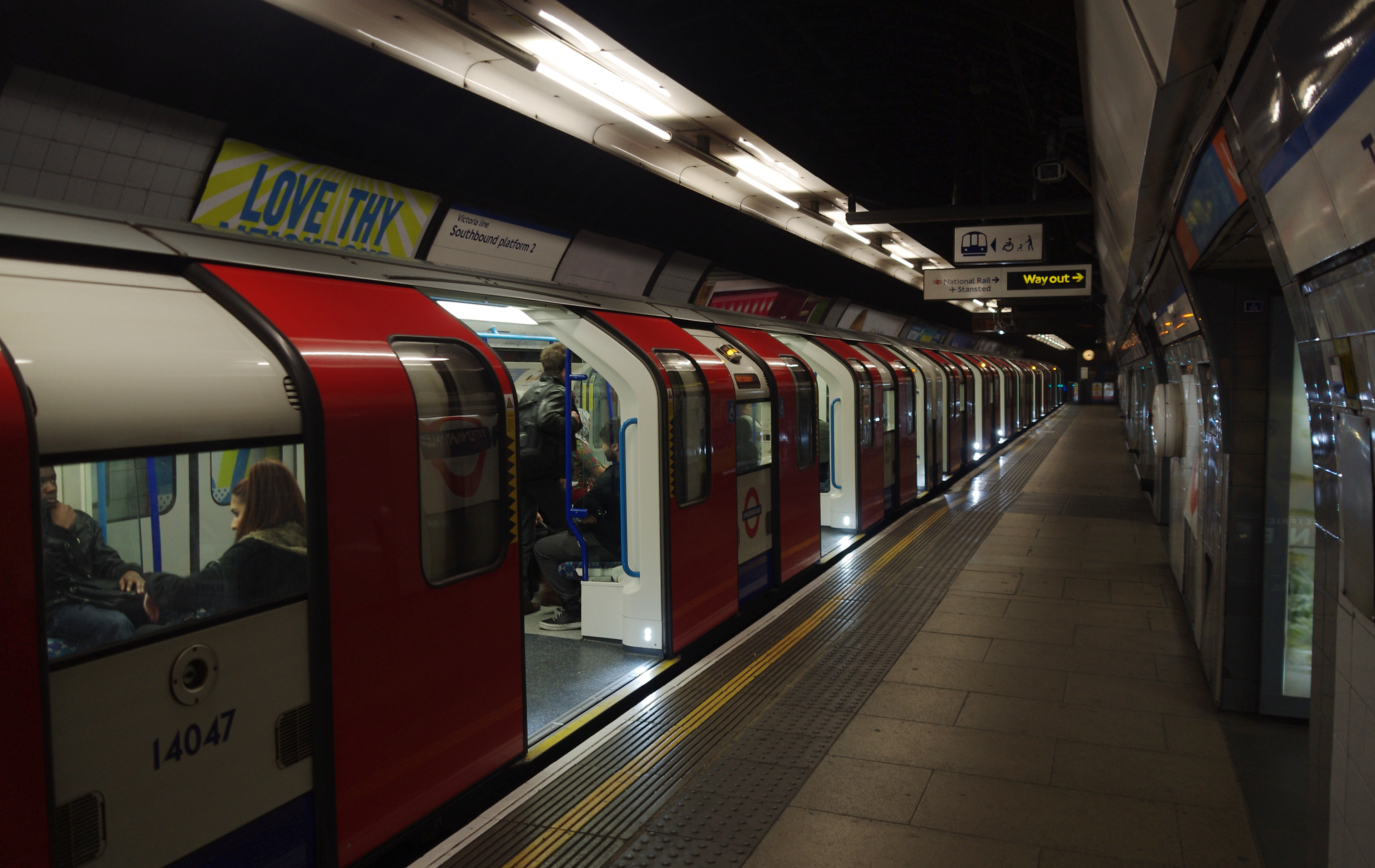
ایستگاه بلکهورس رود، خط ویکتوریا

ایستگاه بلکهورس رود (انگلیسی: Blackhorse Road station) یکی از ایستگاه‌های خط ویکتوریا متروی لندن (زیرزمینی) و خط گاسپل اوک تا بارکینگ (زمینی) است.
این ایستگاه که در تاحیه والتامستو قرار دارد در سال ۱۸۹۴ میلادی تأسیس شده است.